# Benjamin Santelli
Benjamin Santelli, né le 16 novembre 1991 à Bastia (France), est un footballeur français jouant au poste d'avant-centre à l'AC Ajaccio.

## Biographie

### En club
Originaire d'Isolaccio-di-Fiumorbo, Santelli évolue en équipes de jeunes avec le Sporting, qu'il quitte en 2010 pour rejoindre le FC Balagne, tout juste promu en Division d'Honneur (DH). Il fait partie de l'effectif promu en CFA 2 en 2013 et surtout de l'équipe atteignant les huitièmes de finale de la Coupe de France 2014 après avoir éliminé les Girondins de Bordeaux (L1) en seizièmes (0-0 a.p., 4-3 t.a.b.). 
Il s'engage ensuite pour deux ans avec le CA Bastia, relégué en National. Il y reste durant deux saisons avant de quitter la Corse pour signer au FC Chambly. Il revient sur son île natale l'année suivante et découvre un nouveau club bastiais de National 2, le FC Borgo. Il y reste une année avant de retrouver le club de sa jeunesse, le SC Bastia. Avec 25 buts en 28 matchs, il aide grandement son club à obtenir la montée en National 2 et à atteindre les huitièmes de finale en Coupe de France. 
Ses bonnes performances lui ouvrent les portes du monde professionnel. En 2019, il retrouve le FC Chambly en Ligue 2. En novembre 2019, il se rompt partiellement les ligaments croisés lors du derby face à l'AS Beauvais et est privé du reste de la saison avec son équipe, qui parviendra à se maintenir en Ligue 2. 
Alors qu'il dispose d'une option de prolongation de contrat d'un an supplémentaire dans l'Oise, il signe un contrat de deux ans avec le SC Bastia promu en National. Le club corse parvient à obtenir son retour en Ligue 2 à la fin de la saison, où Santelli réalisera un retour réussi en inscrivant dix buts lors de la saison 2021-2022. Il est à nouveau performant l'année suivante avec six buts inscrits en Ligue 2, où le SC Bastia termine quatrième du championnat puis réalise une saison 2023-2024 dans la continuité de la précédente avec sept réalisations au compteur.
Libéré par le SC Bastia en juillet 2024, il s'engage librement pour deux années avec l'AC Ajaccio. 

### En sélection
Le 29 mai 2015, il honore sa première sélection avec l'équipe de Corse lors d'une rencontre face au Burkina Faso (1-0). Le 27 mai 2016, à Mezzavia, il marque son premier but avec la Corse face au Pays basque (1-1). 

#### Buts en sélection
| N° | Date        | Lieu                                 | Adversaire  | Score | Résultat | Compétition |
| -- | ----------- | ------------------------------------ | ----------- | ----- | -------- | ----------- |
| 1. | 27 mai 2016 | Stade Ange-Casanova, Ajaccio, France | Pays basque | 1–0   | 1-1      | Amical      |

## Statistiques
| Saison                | Club                  | Championnat           | Championnat | Championnat | Championnat | Coupe nationale | Coupe nationale | Coupe nationale | Coupe de la Ligue | Coupe de la Ligue | Coupe de la Ligue | Total | Total | Total |
| Saison                | Club                  | Division              | M.          | B.          | P.d.        | M.              | B.              | P.d.            | M.                | B.                | P.d.              | M.    | B.    | P.d.  |
| 2011-2012             | FC Balagne            | DH Corse              | 21          | 25          | 0           | -               | -               | -               | -                 | -                 | -                 | 21    | 25    | 0     |
| 2012-2013             | FC Balagne            | DH Corse              | 9           | 9           | 0           | -               | -               | -               | -                 | -                 | -                 | 9     | 9     | 0     |
| 2013-2014             | FC Balagne            | CFA 2                 | 22          | 12          | 7           | 6               | 3               | 0               | -                 | -                 | -                 | 28    | 15    | 7     |
| Sous-total            | Sous-total            | Sous-total            | 52          | 46          | 7           | 6               | 3               | 0               | -                 | -                 | -                 | 58    | 49    | 7     |
| 2014-2015             | CA Bastia             | National              | 27          | 2           | 0           | -               | -               | -               | 1                 | 0                 | 0                 | 28    | 2     | 0     |
| 2015-2016             | CA Bastia             | National              | 27          | 1           | 0           | -               | -               | -               | 2                 | 0                 | 0                 | 29    | 1     | 0     |
| Sous-total            | Sous-total            | Sous-total            | 54          | 3           | 0           | -               | -               | -               | 3                 | 0                 | 0                 | 57    | 3     | 0     |
| 2016-2017             | FC Chambly            | National              | 17          | 1           | 0           | -               | -               | -               | -                 | -                 | -                 | 17    | 1     | 0     |
| 2017-2018             | FC Borgo              | National 2            | 13          | 1           | 0           | -               | -               | -               | -                 | -                 | -                 | 13    | 1     | 0     |
| 2018-2019             | SC Bastia             | National 3            | 21          | 16          | 9           | 5               | 4               | 0               | -                 | -                 | -                 | 26    | 20    | 9     |
| 2019-2020             | FC Chambly            | Ligue 2               | 10          | 2           | 0           | 1               | 1               | 0               | 1                 | 0                 | 0                 | 12    | 3     | 0     |
| 2020-2021             | SC Bastia             | National              | 14          | 2           | 0           | -               | -               | -               | -                 | -                 | -                 | 14    | 2     | 0     |
| 2021-2022             | SC Bastia             | Ligue 2               | 35          | 10          | 4           | 5               | 1               | 1               | -                 | -                 | -                 | 40    | 11    | 5     |
| 2022-2023             | SC Bastia             | Ligue 2               | 36          | 6           | 2           | 4               | 1               | 0               | -                 | -                 | -                 | 40    | 7     | 2     |
| 2023-2024             | SC Bastia             | Ligue 2               | 31          | 7           | 2           | -               | -               | -               | -                 | -                 | -                 | 31    | 7     | 2     |
| Sous-total            | Sous-total            | Sous-total            | 116         | 25          | 8           | 9               | 2               | 1               | -                 | -                 | -                 | 125   | 27    | 9     |
| 2024-2025             | AC Ajaccio            | Ligue 2               | -           | -           | -           | -               | -               | -               | -                 | -                 | -                 | 0     | 0     | 0     |
| Total sur la carrière | Total sur la carrière | Total sur la carrière | 283         | 94          | 24          | 21              | 10              | 1               | 4                 | 0                 | 0                 | 308   | 104   | 25    |

## Palmarès

### En club
- SC Bastia
  - Champion de France de National 3 en 2019
  - Champion de France de National en 2021